# Kanton Vannes-Ouest
Der Kanton Vannes-Ouest war bis 2015 ein französischer Kanton im Arrondissement Vannes, im Département Morbihan und in der Region Bretagne; sein Hauptort war Vannes. Letzter Vertreter im Generalrat des Départements war von 2004 bis 2015 André Gall (PS).

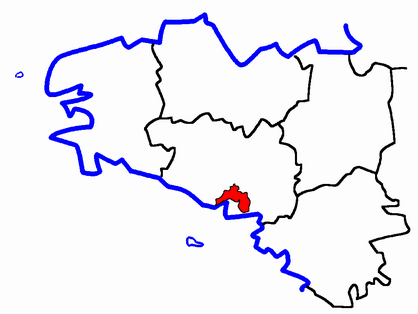
Die Kantone Vannes-Centre, Vannes-Est und Vannes-Ouest

## Gemeinden
Der Kanton Vannes-Ouest umfasste sechs Gemeinden und den westlichen Teil der Stadt Vannes:
| Gemeinde           | Bretonisch     | Einwohner (2022) | Fläche (km²) | Code postal | Code Insee |
| ------------------ | -------------- | ---------------- | ------------ | ----------- | ---------- |
| Arradon            | Aradon         | 5.820            | 18.49        | 56610       | 56003      |
| Baden              | Baden          | 4.864            | 23.53        | 56870       | 56008      |
| Île-aux-Moines     | Enizenac'h     | 632              | 3.20         | 56780       | 56087      |
| Île d’Arz          | An Arzh        | 317              | 3.30         | 56840       | 56088      |
| Larmor-Baden       | An Arvor-Baden | 891              | 3.93         | 56870       | 56106      |
| Ploeren            | Ploveren       | 6.781            | 20.44        | 56880       | 56164      |
| Vannes (teilweise) | Gwened         | 54.955           | unbekannt    | 56000       | 56260      |
| Kanton             | Gwened-Kornôg  | 32.707           | unbekannt    | -           | 5638       |

## Bevölkerungsentwicklung
| 1990   | 1999   | 2006   | 2012   |
| ------ | ------ | ------ | ------ |
| 23.965 | 29.644 | 30.930 | 32.707 |